# أنجيلو تساجاراكيس
أنجيلو تساجاراكيس (بالفرنسية: Angelo Tsagarakis) مواليد 3 يونيو 1984 في فرنسا، هو لاعب كرة سلة فرنسي. بدأ مسيرته الاحترافية في سنة 2008. يلعب في الدوري اليوناني لكرة السلة كلاعب هجوم خلفي. يحمل الرقم 9. يبلغ طوله 6 قدم 3 بوصة (1.9 م). لعب كرة السلة الجامعية في جامعة ولاية أوريغون. لعب مع باريس لوفالوا وريمس شمبانيا.

## روابط خارجية
- أنجيلو تساجاراكيس على موقع الاتحاد الدولي لكرة السلة (الإنجليزية)
- أنجيلو تساجاراكيس على موقع fiba3x3.com (الإنجليزية)
- أنجيلو تساجاراكيس على موقع كرة السلة الأوروبية.كوم (الإنجليزية)
- أنجيلو تساجاراكيس على موقع كلية كرة السلة في سبورتس رفرنس.كوم (الإنجليزية)
- أنجيلو تساجاراكيس على موقع ريلجم (الإنجليزية)
- أنجيلو تساجاراكيس على موقع بروبوليرز (الإنجليزية)
- أنجيلو تساجاراكيس على موقع سبورتس رفرنس (الإنجليزية)